# Darmowe przytulanie
Darmowe przytulanie (ang. Free Hugs Campaign) – ruch, który swój początek miał w 2004 roku i był szeroko rozreklamowany w 2006 dzięki wideoklipowi na YouTube. Uczestnicy w czasie akcji oferują nieznajomym w miejscach publicznych darmowe uściski i unoszenie do góry.
Kampania jest przykładem bezinteresownych aktów życzliwości, altruistycznych zachowań wykonanych tylko w celu uszczęśliwienia innych osób. Pierwszy organizator oświadczył w wywiadzie, że celem akcji nie jest zawieranie nowych znajomości, otrzymywanie numerów telefonów czy flirtowanie.

## Historia

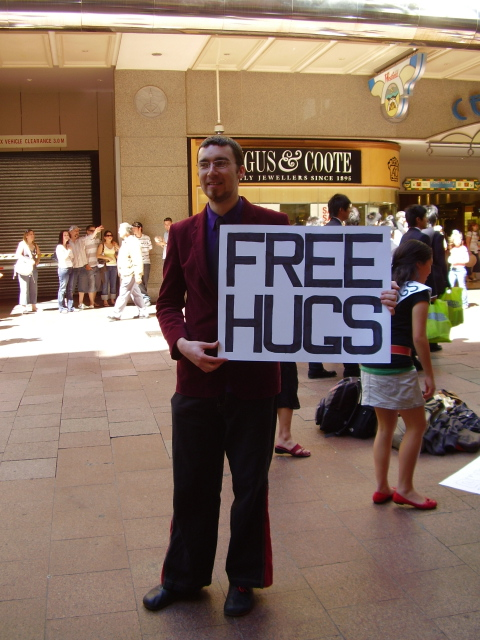
Prekursor Darmowego Przytulania Juan Mann

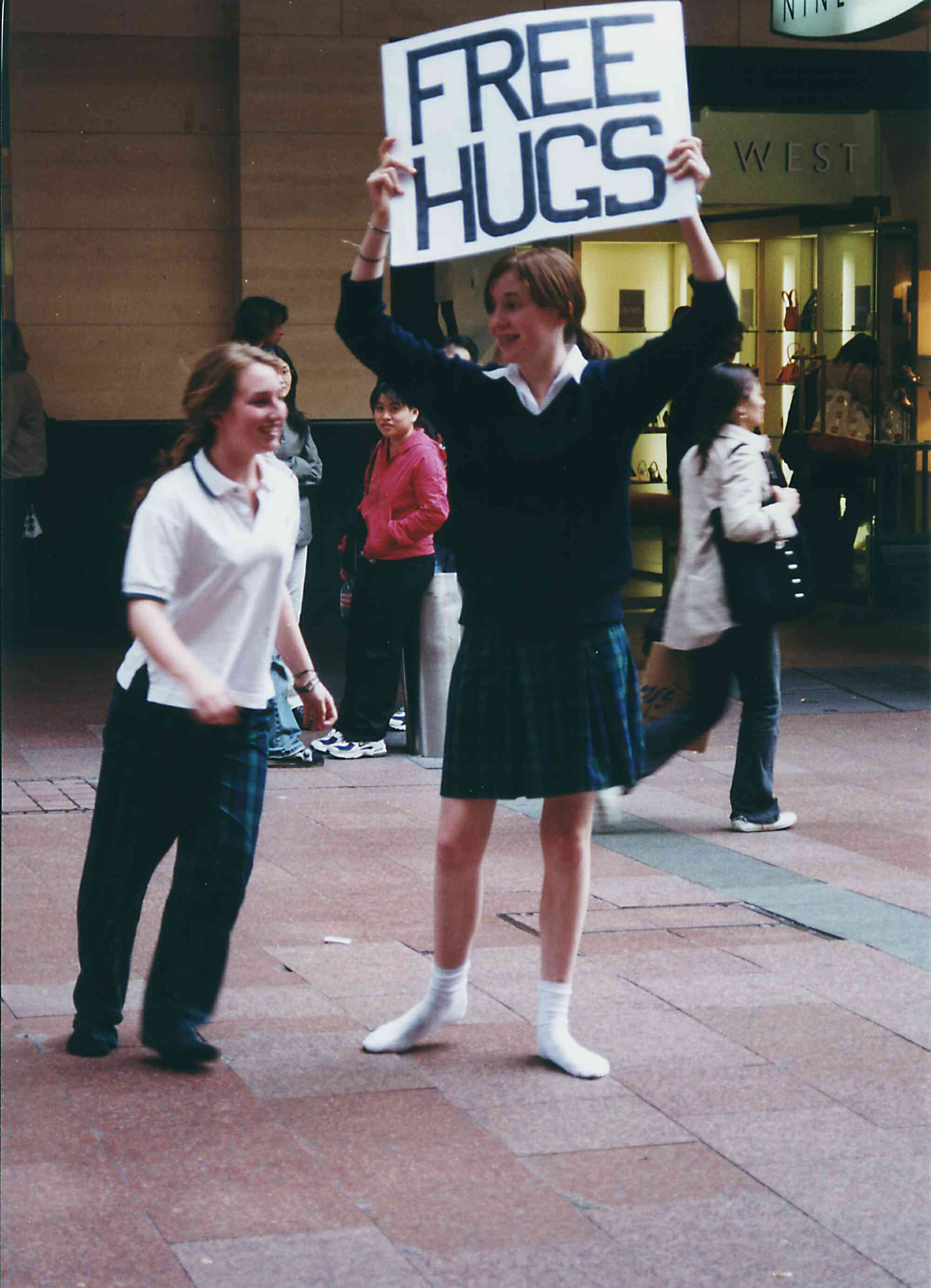
Darmowe Przytulanie w Sydney, sierpień 2004

Nagranie na YouTube zostało opublikowane 22 września 2006 roku, do grudnia 2006 zostało odtworzone milion razy; w styczniu 2009 film obejrzano już ponad 37 milionów razy. Zgodnie z opisem, zostało nagrane w Sydney. Na filmie główna postać, która rozdaje uściski (zidentyfikowana jako "Juan Mann", pseudonim), idzie ulicą Pitt Street Mall w Sydney, trzymając transparent ze słowami FREE HUGS. Muzyka do nagrania jest autorstwa australijskiego zespołu Sick Puppies, który Mann spotkał rok wcześniej. Simon Moore, główny solista Sick Puppies, który pracował na deptaku, nakręcił klip, który później połączył z muzyką. W udzielonych wywiadach Moore mówi, że gdy dowiedział się, że babcia Manna właśnie umarła, skompilował własne nagranie Free Hugs, które dotychczas pozostało nienaruszone od czasu nagrania. Moore dodał do materiału filmowego Manna muzykę z utworu "All the same" jego zespołu, a następnie wysłał je Mannowi, by ten poczuł się lepiej, podobnie do intencji jakie przyświecały oryginalnemu nagraniu.
Początkowa nieufność co do zamiarów Juana ustąpiła stopniowo wraz ze wzrostem ilości osób chcących być przytulonych oraz wzrostem ilości osób przytulających (obojga płci). Po pewnym czasie strażnicy, a później policjanci, zmusili go do zaprzestania akcji z powodu nie nabytego ubezpieczenia imprez masowych wartego 25 milionów dolarów. Mann oraz jego naśladowcy napisali petycje do władz, by te zezwoliły na dalszą akcję bez ubezpieczenia. Petycja została podpisana przez 10 tysięcy osób i wysłana do władz, które zezwoliły na rozdawanie darmowych uścisków.

## Rozgłos oraz ekspansja
- Statystyki oryginalnego filmu na YouTube na dzień 15.05.2024:
  - ponad 78886825 wyświetleń
  - ponad 239 tys. polubień
  - ponad 129 tys. komentarzy (stan na 30.04.2012, komentarze na dzień aktualizacji są ukryte)
- W reportażu Juan Mann udziela wywiadu reporterce Angeli Bishop. Nagranie zostało wyemitowane przez telewizję Ten News Australia[5].
- Nagranie znalazło się w liście 10 najczęściej oglądanych na YouTube. Klip wygrał głosowanie na "Najbardziej Inspirujący" na YouTube 27 marca 2007[6].
- 27 września 2006 roku oryginalne nagranie Juanna Manna zostało wyemitowane w popularnym programie Good Morning America[2].
- Student Yu Tzu-wei rozpoczął akcje "przytulenia każdego na Tajwanie" w Tajpej w październiku 2006 roku[7].
- Masowe Darmowe Przytulanie zostało zorganizowane na Pitz Street Mall z okazji Święta Pracy w New South Wales w Australii (1 października 2006 roku). Związane było z ogromnym zainteresowaniem mediów[8].
- 21 października 2006 roku została po raz pierwszy zorganizowana akcja Darmowego Przytulania w Polsce przez serwis Joemonster.org[9].
- W październiku 2006 roku kilka akcji Darmowego Przytulania zostało zorganizowanych w wielu miastach we Włoszech[10].
- 27 października 2006 roku student McKendree College (stan Illinois, USA) został przedstawiony w mediach, łącznie z MLB.com, za rozdawanie uścisków przed piątym meczem World Series przed stadionem Buscha[11].
- 30 października 2006 roku Mann został zaproszony przez Oprah Winfrey do jej audycji po tym, jak lekarz jej producenta zobaczył film z Darmowym Przytulaniem na YouTube. Juan Mann pojawił się przed studiem, oferując darmowe uściski ludziom z tłumu czekającego na nagranie w tamtym dniu. Kamery obsługi uchwyciły kilka osób przytulających się do Manna[12].
- 4 listopada 2006 roku, nowe nagranie zostało dodane do YouTube przez Juana Manna. Autor dziękuje ludziom, którzy obejrzeli wideoklip i za ich pozytywne reakcje, które przyczyniły się do rozwoju Darmowego Przytulania w innych krajach. Mann promuje w nim także założoną przez siebie i Simona Moore'a organizacje charytatywną, która już nie jest aktywna.
- 4 listopada 2006 roku grupa jedenastu osób kierowana przez 24 letniego 'Baigu' próbowała zorganizować kampanie w Szanghaju, za co zostali zatrzymanie na jedną godzinę za brak pozwolenia na zgromadzenia w miejscach publicznych[13].
- Akcja Darmowego Przytulania z 10 listopada 2006 roku w Boulder w stanie Kolorado została zarejestrowana przez lokalne media[14].
- 18 listopada 2006 roku Geneva Online (społeczność internetowa), zorganizowała pierwsze Darmowe Przytulanie w Genewie w Szwajcarii[15].
- Twórcy Darmowego Przytulania zostali zaproszenie przez magazyn Who[16].
- 25 listopada 2006 roku dwoje przyjaciół w Chicago zorganizowało Darmowe Przytulanie i przekonało policjantów do przyłączenia się do akcji[17]. 10 grudnia 2006, ta sama dwójka, Amber Gribben i Nicholas Markos, wraz z przyjaciółmi przygotowało następne Darmowe Przytulanie w Chicago. Zostali nakręceni przez ekipę Fox News Chicago, którzy przygotowywali o nich reportaż[18]. Zyski ze sprzedaży piosenki ("Gimme All You Got") użytej w pierwszym wideoklipie są przekazywane UNICEFowi.
- W Belgii Darmowe Przytulanie pojawiło się po raz pierwszy pod koniec roku 2006, 22 grudnia i 23 grudnia w Antwerpii i 30 grudnia w Gandawie[19][20].
- Grupa studentów, którzy poznali się na PTT BBS rozpoczęła ruch Darmowego Przytulania w Kaohsiung Urban Spotlight Arcade 28 stycznia 2007 roku[21].
- Jako część inicjatywy walki z dyskryminacją osób zakażonych HIV lub AIDS, Francuski Rząd wezwał obywateli do przytulania obcych, którzy trzymają transparenty na ulicach i oferują darmowe uściski[22].
- W ostatniej serii, australijski program satyryczny The Chaser[23]opublikował parodiujące nagrania nazwane "Free Feel ups", "Free Wedgie", "Free Root", oraz "Free Sign" (nazwy oryginalne).
- 14 kwietnia 2007 roku portugalska kelnerka Sara Viera mieszkająca w Newcastle upon Tyne w Anglii została przedstawiona przez BBC News oraz lokalną prasę[24] za rozdawanie darmowych uścisków na ulicach Newcastle.
- 22 listopada 2008 Juan Mann wystąpił na koncercie YouTube Live.